# Нордин, Маргит
Эллен Маргит Ингрид Нордин (швед. Ellen Margit Ingrid Nordin; 10 августа 1897, Карлстад — 3 мая 1982, Сальтшёбаден, Стокгольм) — шведская лыжница. Наиболее известна как первая участница ежегодной массовой сверхмарафонской шведской лыжной гонки Васалоппет в 1923 году. После этого до 1980 года включительно участие женщин в гонке было запрещено.

## Биография
Родилась 10 августа 1897 года в Карлстаде.
Получила высшее образование как преподавательница гимнастики.
Работала преподавателем гимнастики и физиотерапевтом в Гренгесберге. Однажды зимой ей пришлось совершать ежедневные лыжные походы к пациенту, жившему в 15 км. Участвовала в лыжных гонках, где представляла спортивный клуб «Гренгесберг» под эгидой IFK. 
Умерла 3 мая 1982 года в Сальтшёбадене.

## Васалоппет
4 марта 1923 года в возрасте 26 лет Нордин участвовала в ежегодной массовой сверхмарафонской лыжной гонке Васалоппет. «Гонка Васы» на 90 км проводится с общего старта с 1922 года между посёлком Селен и городом Мура в лене Даларна. На старт вышли 160 мужчин. Нордин была единственной женщиной. Её стартовым номером был 103. Дистанцию в 90 км Нордин преодолела за 10 часов 9 минут и 42 секунды и пришла к финишу последней. После этого при содействии Шведской лыжной ассоциации участие женщин в гонках на дистанции более 10 км было запрещено как слишком тяжёлое испытание. Женщины снова смогли участвовать в гонке Васалоппет лишь в 1981 году. В 1981 году в гонке приняла участие лыжница Меери Боделид, которая преодолела дистанцию с результатом 5:28.08. Однако некоторые женщины ранее обходили запрет. Журналист и спортсмен-любитель Сергей Медведев пишет:
Некоторые женщины участвовали в гонке, переодетые мужчинами — так, в 1978 году две лыжницы бежали в профессиональном театральном гриме, с усами и бородой, и давали по ходу интервью телевидению.
Этими лыжницами были подруги Биргитта Вестхед (Birgitta Westhed) и Бритт Дозе (Britt Dohsé).

## Личная жизнь
19 июля 1924 года в кафедральном соборе Уппсалы вышла замуж за адвоката Нильса Сунделля (Nils Sundell; 1892—1983). Службу провёл пастор Карл Сунделль (Carl Sundell; 1857—1947), отец жениха. В 1930 году Нордин развелась.

## Память
10 августа 2023 года на главной странице Google появился дудл, посвящённый дню рождения Нордин.